# Pijnackeria originis

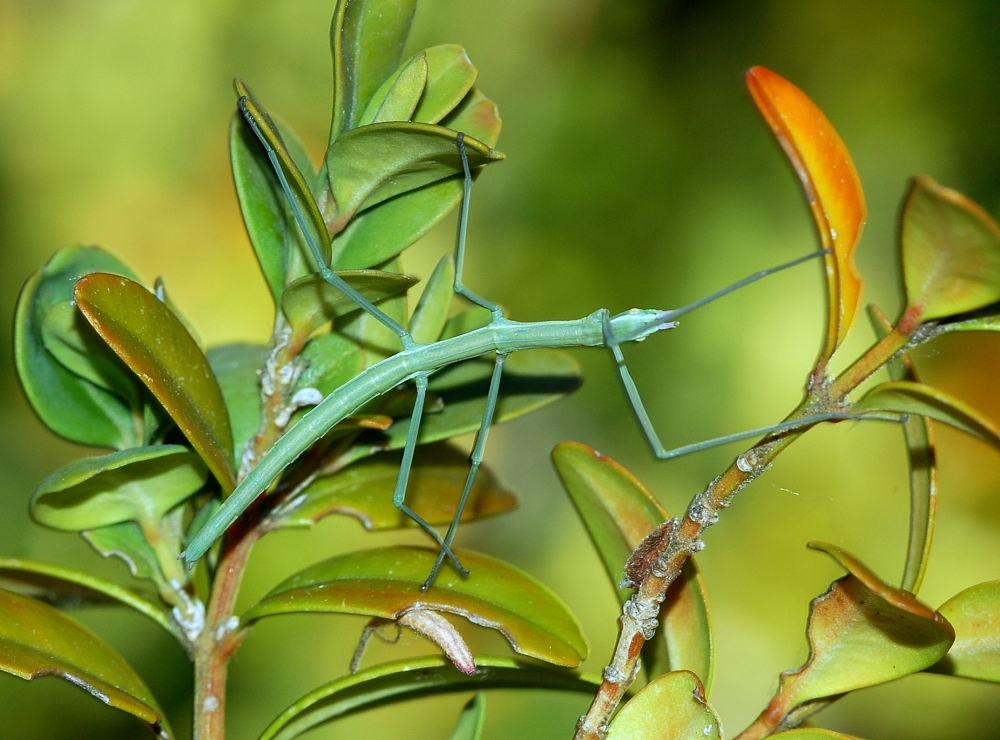
Pijnackeria masettii, przedstawiciel tego samego kompleksu gatunkowego, triploidalny, partenogenetyczny mieszaniec o prawdopodobnie wymarłym gatunku matczynym.

Pijnackeria originis – gatunek straszyka z rodziny Diapheromeridae i podrodziny Pachymorphinae.
Gatunek ten formalnie opisali w 2013 roku Valerio Scali, Liliana Milani i Marco Passamonti. Epitet gatunkowy nawiązuje do faktu, że jest on gatunkiem matczynym P. hispanica – tetraploidalnej hybrydy wyznaczonej gatunkiem typowym rodzaju. Przed formalnym opisem Pijnackeria originis notowany był w literaturze jako Leptynia hispanica D, gdyż już wcześniejsze badania cytologiczne i genetyczne pozwoliły stwierdzić, że Leptynia hispanica stanowi w rzeczywistości kompleks gatunków bliźniaczych. Rangę rodzaju pod nazwą Pijnackeria nadał owemu kompleksowi Valerio Scali w 2009 roku.
Samce (n=3) osiągają od 43,8 do 39,3 mm, a samice (n=9) od 53,6 do 65,5 mm długości ciała. Holotypowy samiec jest zielonkawy z ciemnobrązowymi oczami, parą ciemnonobrązowych pasów biegnącą przez grzbiet całego ciała i parą białych linii biegnących ponad pleurami wzdłuż tułowia i odwłoka – zarówno pasy jak i linie są silniej zaznaczone na tułowi. Na przedpleczu ma brązową linię środkową. Odnóża są u nasady zielonkawe, a ku wierzchołkom stopniowo przechodzą w barwę cynamonową. Paratypowa samica jest cynamonowa z odcieniami zieleni na odnóżach. Czułki samca (n=6) zbudowane są z 16 członów i mają od 5,1 do 7 mm długości. Czułki samicy (n=18) zbudowane są z od 13 do 16 członów i mają od 4 do 5 mm długości. Odnóża tylnej pary cechują się udami sięgającymi do okolicy połączenia siódmego i ósmego sternitu odwłoka. Długość tych ud u samca (n=6) wynosi 16–17 mm, a u samicy (n=18) od 13 do 17 mm. Na śródpleczu, zapleczu i dwóch ostatnich tergitach odwłoka obu płci występuje wąska i ostra listewka środkowa. Przysadki odwłokowe (klaspery) samca są zakrzywione; każda z nich z mającym 0,4–0,5 mm długości, cylindrycznym, tęższym niż u P. lelongi zębem. Vomer subanalny nie występuje. Samice, tak jak u innych przedstawicieli rodzaju, mają spiczasty i sztywny wierzchołek odwłoka. Walwy pokładełka mają 5,5 mm długości i osiągają swymi zaokrąglonymi wierzchołkami do połączenia dziewiątego i dziesiątego sternitu odwłoka.
Gatunek dwupłciowy, diploidalny. Kariotyp samca to 2n=37, a samicy 2n=38. Od P. barbarae i P. lucianae wyróżnia się obecnością satelitów na chromosomach 2 pary, a od P. lelongi metacentrycznymi chromosomami 16 pary oraz akrocentrycznymi chromosomami 13 pary. Jaja (n=10) tego gatunku mają od 3,8 do 4,3 mm długości, a ich szerokość jest od 2,53 do 3,25 raza większa od długości. Są one owalne, piaskowo ubarwione.
Preferowaną rośliną żywicielską tego patyczaka jest żarnowiec miotlasty, jednak po wycięciu w miejscach jego występowania krzewów tego gatunku począł żerować na szyplinach. Ponadto niektóre osobniki obserwowane były podczas żeru na jeżynach, co czyni P. originis stosunkowo polifagicznym przedstawicielem rodzaju.
Owad ten jest endemiczny dla Hiszpanii. Zamieszkuje wyłącznie w górach Sierra de Cazorla w południowo-wschodniej części kraju. Ma najszerszy zasięg spośród dwupłciowych przedstawicieli rodzaju.